# هاينز فولمار
هاينز فولمار (بالألمانية: Heinz Vollmar)‏ مواليد 26 أبريل 1936 في ألمانيا - الوفاة 12 أكتوبر 1987 في زانكت إنغبرت، ألمانيا الغربية، كان لاعب كرة قدم ألماني كان يلعب كمهاجم. سبق له أن لعب في كأس العالم لكرة القدم مع منتخب بلاده.

## روابط خارجية
- هاينز فولمار على موقع قاعدة بيانات كرة القدم.إي يو (الإنجليزية)
- هاينز فولمار على موقع بيانات كرة القدم. دي إي (الألمانية)
- هاينز فولمار على موقع ناشيونال فوتبول تيمز (الإنجليزية)
- هاينز فولمار على موقع عالم كرة القدم.نت (الإنجليزية)